# Campanula dolomitica
Espèce
Classification phylogénétique
Campanula dolomitica est une espèce végétale de la famille des Campanulaceae. Plante du Caucase, stolonifère, de 30 à 60 cm, elle pousse sur les pelouses rocheuses calcaires.

## Description
Hauteur :	25-40 cm
Couleur :	rose pâle ou blanc jaunâtre
Mois :	juin-juillet

## Culture
Zones :	4-8
Exposition :	soleil et à la mi-ombre en après-midi 
Sol :	sol plutôt sec avec un peu de matière organique, alcalin
Multiplication :	germe en 1-2 semaines à 20 °C sans traitement spécial; divisez au printemps ou à l'automne
Usages :	roche dolomitique, tuf, jardin alpin, auge, fissures, attire les papillons, pétale comestible